# Двусвязный список рёбер
Двусвязный список рёбер (англ. doubly connected edge list) другое название — полурёберная структура данных (англ. half-edge data structure) — это структура данных, которая представляет планарный граф на плоскости или многогранник в пространстве. Эта структура обеспечивает эффективную работу с топологической информацией, связанной с рассматриваемыми объектами (вершинами, рёбрами, гранями). Её часто применяют в различных алгоритмах вычислительной геометрии для обработки разбиений плоскости на многоугольники, таких как планарный линейный граф. Например, диаграмму Вороного обычно представляют в виде DCEL внутри ограничивающего прямоугольника.
Эту структуру данных впервые предложили Мюллер и Препарата для представления выпуклого многогранника.
Позже распространение получили изменённые варианты структуры, но название осталось.
Изначально структура создавалась для представления связных графов, однако DCEL можно использовать и для представления несвязных графов.

## Структура данных

Каждое полуребро имеет ровно одно предыдущее полуребро, одно следующее полуребро и полуребро близнеца

Двусвязный список рёбер состоит из таких типов объектов как: вершина, ребро и грань. Эти объекты содержат указатели на другие объекты. Это могут быть как указатели C/C++, содержащие адрес в памяти, так и индексы этих объектов в массиве или любой другой тип адресации. Непременным свойством является возможность прямого доступа к объекту на который ссылаются, без его поиска. Каждый из объектов может также содержать дополнительную информацию, например грань может содержать информацию о цвете или имени.

### Вершина
Вершина содержит единственный указатель на любое полуребро, исходящее из этой вершины. Также содержит информацию о своих координатах.

### Полуребро
Полуребро содержит указатель на вершину, являющуюся его началом, указатель на грань, лежащую слева от ребра, а также указатели на следующее полуребро, предыдущее полуребро и полуребро близнеца. Грань лежит слева, потому полуребро близнец описывает правую сторону ребра, дополняя тем самым его до целого.

### Грань
Грань содержит указатель на любое полуребро, составляющее его границу. Также может содержать список полуребер всех своих отверстий по одному полуребру на отверстие.

## Реализация
Простой пример реализации DCEL на языке C++.
```
struct
 
Vertex
;

struct
 
Half_edge
;

struct
 
Face
;

// Вершина

struct
 
Vertex
 
{

	
double
 
x
,
 
y
;

	
Half_edge
 
*
half_edge
;

};

// Полуребро

struct
 
Half_edge
 
{

	
Half_edge
 
*
next
,
 
*
twin
,
 
*
prev
;

	
Vertex
 
*
origin
;

	
Face
 
*
face
;

};

// Грань с отверстиями

struct
 
Face
 
{

	
Half_edge
 
*
boundary
;

	
Half_edge
 
**
holes
;

	
unsigned
 
long
 
int
 
count_of_holes
;

};

```